# (24275) 1999 XW167
(24275) 1999 XW167 è un asteroide troiano di Giove del campo greco. Scoperto nel 1999, presenta un'orbita caratterizzata da un semiasse maggiore pari a 5,118496 UA e da un'eccentricità di 0,044652, inclinata di 12,554103° rispetto all'eclittica. Ha un diametro di 28,389 km, un periodo di rotazione di 57,98 ore e un'albedo di 0,080.